# عرش الله
عرش الله هو ملكوت الإله الواحد في الديانات الإبراهيمية عند اليهودية والمسيحية والإسلام في المقام الأول. ويقال في العديد من الكتب المقدسة أن العرش فوق السماء السابعة والتي تدعى «أرابوث» (بالإنجليزية: Araboth) في اليهودية و«العرش» في الإسلامية.

## اليهودية

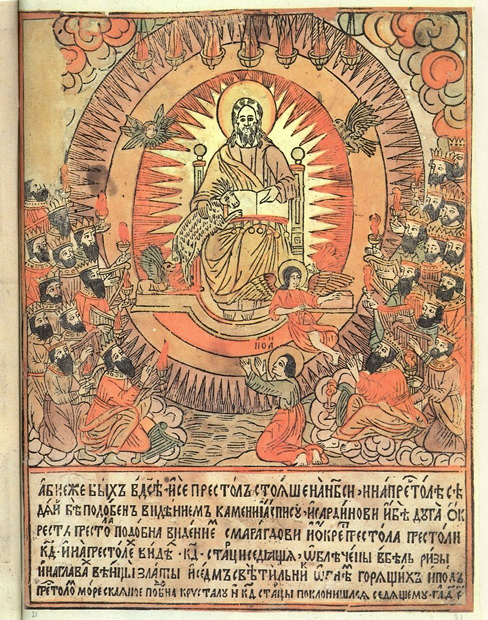
عرش الرحمن من الكتاب المقدس الروسي الأول 1696.

سفر ميخا (سفر الملوك الأول 22:19) وإشعياء (سفر إشعياء 6) وسفر حزقيال (سفر حزقيال الأول) وسفر دانيال (دانيال 7:9) كلها تحدثت عن عرش الرحمن على الرغم من أن بعض الفلاسفة مثل سعيد الفيومي وموسى بن ميمون فسروا الإشارة «للعرش» بالرمز.
غرفة العرش السماوية أو قاعة عرش الرحمن هي عرض أكثر تفصيلاً للعرش في توضيح لغرفة العرش أو المحكمة الإلهية.
رؤية ميخا لغرفة العرش
نبوّة ميخا الممتدة (الملوك الأول 22:19) في اليهودية هي أول تصوير مفصّل لغرفة العرش السماوية.
رؤية زكريا لغرفة العرش
يعتبر العديد من المسيحيين أن هذا الحدث حرفي [بحاجة لمصدر]، ولكن البعض الآخر مثل غولدر Goulder (1998) يعتبر الرؤيا كرمز للأزمة على الأرض مثل معارضة سنبلط الحوروني.
مخطوطات البحر الميت
يظهر مفهوم العرش السماوي في ثلاثة نصوص مخطوطات البحر الميت، ولاحقاً أصبحت التكهنات في عرش الرحمن موضوع غموضية ميركافا.

## المسيحية

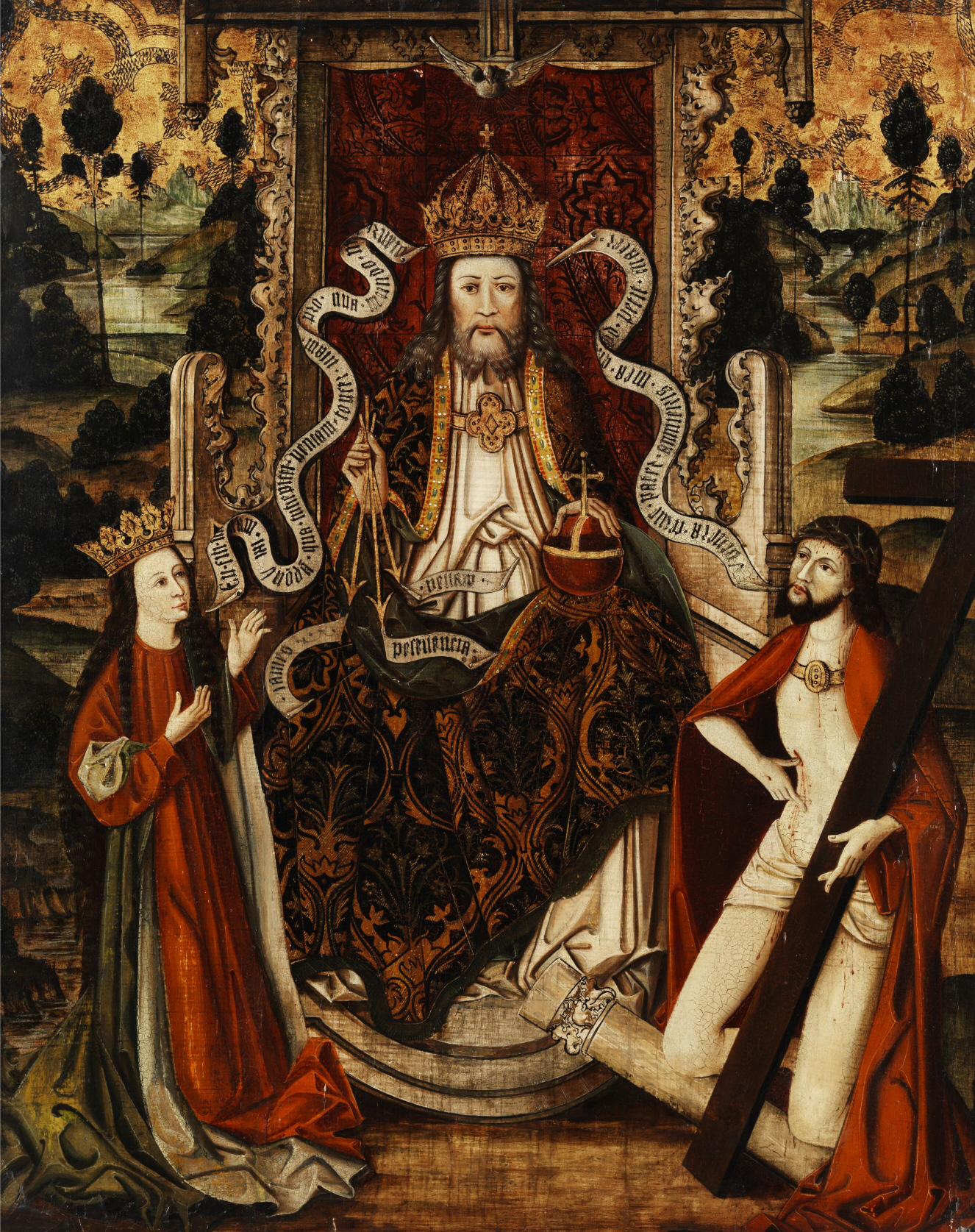
الإله الأب على العرش، وستفاليا في ألمانيا، أواخر القرن الخامس عشر.

ذُكر عرش الرحمن بعدة أشكال في العهد الجديد بما في ذلك السماء كعرش للرحمن وعرش لداوود وعرش للمجد وعرش للنعمة وغيرها الكثير. لا يزال العهد الجديد يحدد السماء كالتحديد اليهودي على أنها «عرش الرحمن» وأن هذا العرش يقع أيضاً «في السماء» مع وجود مقعد ثاني تابع له في يد الله اليمنى لجلسة المسيح.
الوحي
يصف كتاب الوحي أرواح الله السبعة التي تحيط العرش، كما يود جون من قرّائه كنائس آسيا السبع ومن الأشخاص الذين هم أمام عرش الرحمن ومن اليسوع المسيح في السماء أن يسعدوا بنعم الله. ينص جون أنه يوجد أمام العرش على ما يبدو «بحر من الزجاج واضح وضوح الشمس» كما يحيطه أسد وثور ورجل ونسر طائر ولدى كل منهم ستة أجنحة وبأعين مغطاة ويكررون بإستمرار «قدوس، قدوس، قدوس هو الرب الإله القادر على كل شئ الكائن وقد كان والذي سوف يأتي». ويقال أيضاً أنه «يخرج من العرش بروق ورعود وأصوات».

## الإسلام
في العقيدة الإسلامية، العرش هو أعظم شيء من مخلوقات الله على الإطلاق. وهناك من يقول انه أول شي خلقه الله. يؤمن المسلمون أن الله خلق العرش، وأن ﴿الرَّحْمَنُ عَلَى الْعَرْشِ اسْتَوَى ۝٥﴾ 
ذكر العرش نحو 25 مرة في القرآن، كما هو الحال في الآية 116 من سورة المؤمنون ﴿فَتَعَالَى اللَّهُ الْمَلِكُ الْحَقُّ لَا إِلَهَ إِلَّا هُوَ رَبُّ الْعَرْشِ الْكَرِيمِ ۝١١٦﴾ [المؤمنون:116]. وفي القرآن الكريم، ذكر أيضا أن الملائكة تحمل عرش الرحمن وتسبحه وتمجده ﴿الَّذِينَ يَحْمِلُونَ الْعَرْشَ وَمَنْ حَوْلَهُ يُسَبِّحُونَ بِحَمْدِ رَبِّهِمْ وَيُؤْمِنُونَ بِهِ وَيَسْتَغْفِرُونَ لِلَّذِينَ آمَنُوا رَبَّنَا وَسِعْتَ كُلَّ شَيْءٍ رَحْمَةً وَعِلْمًا فَاغْفِرْ لِلَّذِينَ تَابُوا وَاتَّبَعُوا سَبِيلَكَ وَقِهِمْ عَذَابَ الْجَحِيمِ ۝٧﴾ [غافر:7] وفي قوله ﴿وَتَرَى الْمَلَائِكَةَ حَافِّينَ مِنْ حَوْلِ الْعَرْشِ يُسَبِّحُونَ بِحَمْدِ رَبِّهِمْ وَقُضِيَ بَيْنَهُمْ بِالْحَقِّ وَقِيلَ الْحَمْدُ لِلَّهِ رَبِّ الْعَالَمِينَ ۝٧٥﴾ [الزمر:75] كما ورد أيضا في العهد القديم.
وفي آية الكرسي التي يطلق عليها أيضًا «آية العرش»، ورد ذكر العرش واسم الله الأعظم «الحي القيوم». وقد روى علماء الحديث أن النبي محمد قال إن ثواب قراءة هذه الآية بعد كل صلاة هو الجنة، وأن تلاوتها هو حماية وحرز من الشيطان. وينص الحديث النبوي أيضًا على أن العرش فوق سقف الفردوس الأعلى، وهو أعلى مستوى من الجنة حيث الرب أقرب من العباد في الآخرة.